# Manbuta adversa
Manbuta adversa là một loài bướm đêm trong họ Erebidae.